# Edmund Sinn
Edmund Sinn (* 21. Dezember 1902 in Aachen; † 26. März 1978 ebenda) war ein deutscher Jurist, Unternehmer und Politiker (CDU).

## Leben und Beruf
Der Sohn des Kaufmanns und Politikers Josef Sinn absolverite nach dem Abitur 1921 an der Oberrealschule zunächst eine Ausbildung zum Textilkaufmann in Wenden, Osnabrück, Hagen und Saarbrücken. Anschließend nahm er ein Studium der Rechtswissenschaft und Volkswirtschaft an den Universitäten in München, Berlin und Köln auf, das er mit der Promotion zum Dr. jur. beendete. Als Student schloss er sich jeweils den katholischen Studentenverbindungen des KV an: KStV Rheno-Bavaria München, KStV Askania-Burgundia Berlin und KStV Rheinpfalz Köln. Seit 1928 war Sinn Geschäftsführer der Textilfirma Gebr. Sinn GmbH in Aachen. Außerdem war er Vorstandsmitglied des Einzelhandelsverbandes und Vorsitzender des Einzelhandelsausschusses der Industrie- und Handelskammer Aachen.

## Politik

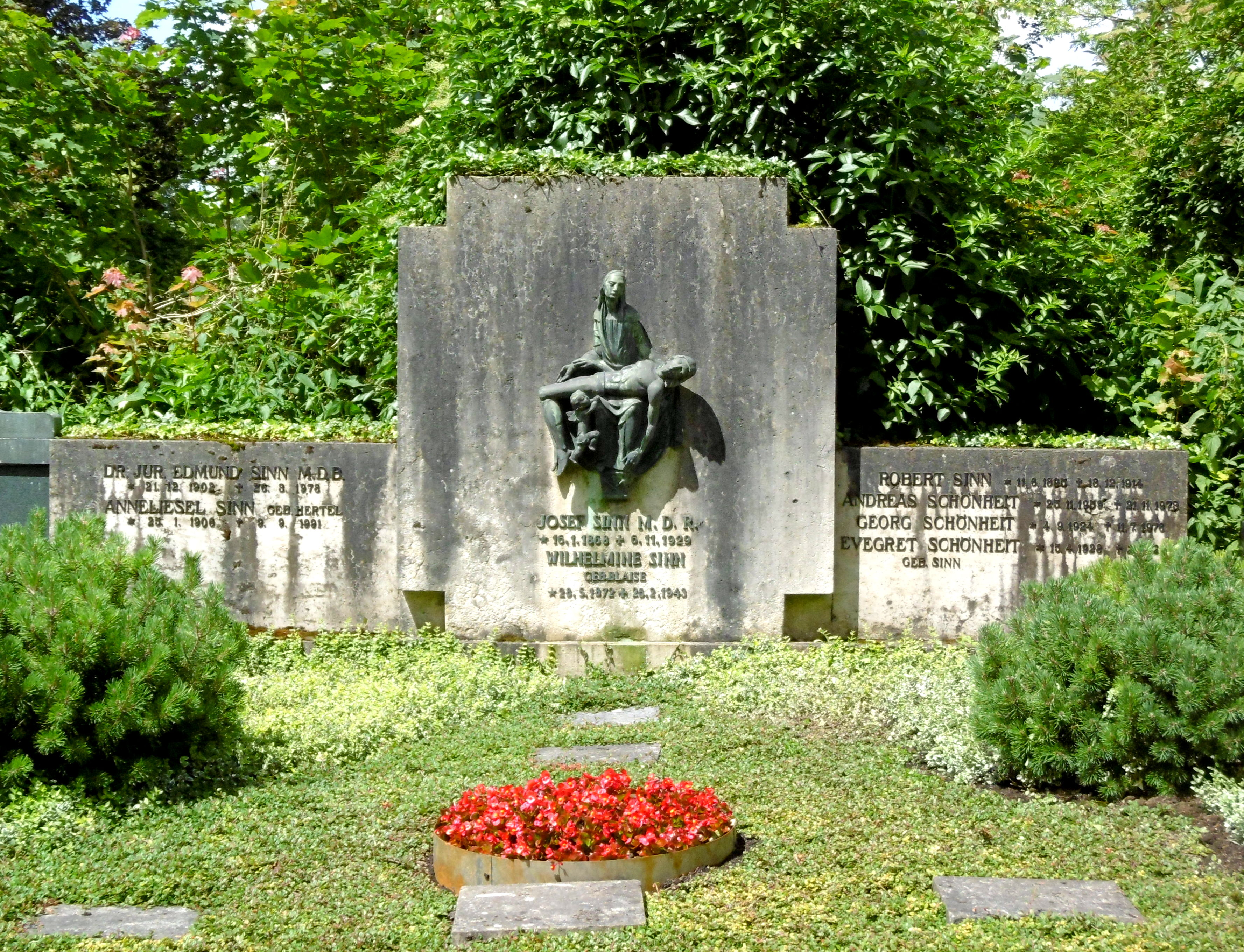
Grabstätte Fam. Sinn

Am 9. Oktober 1939 beantragte er die Aufnahme in die NSDAP und wurde zum 1. November desselben Jahres aufgenommen (Mitgliedsnummer 7.265.520). Sinn war von 1952 bis 1972 Ratsmitglied der Stadt Aachen und dort von 1957 bis 1961 Vorsitzender der CDU-Fraktion. Von 1952 bis 1961 war er Mitglied der Landschaftsversammlung Rheinland. Dem Deutschen Bundestag gehörte er von 1961 bis 1969 an. Im Parlament vertrat er den Wahlkreis Aachen-Stadt.
Edmund Sinn verstarb am 26. März 1978 und fand seine letzte Ruhestätte auf dem Westfriedhof II in Aachen.

## Privates
Sinn war verheiratet mit Anneliese, geb. Hertel. Aus der Ehe gingen sechs Kinder hervor.

## Ehrungen
- 1958 Ritter des päpstlichen  Silvesterordens
- 1969 Bundesverdienstkreuz 1. Klasse
- 1977 Ehrenplakette und Ehrenmitgliedschaft in der Handwerkskammer